# Шугармилл-Вудс (Флорида)
Шугармилл-Вудс (англ. Sugarmill Woods) — статистически обособленная местность, расположенная в округе Ситрус (штат Флорида, США) с населением в 6409 человек по статистическим данным переписи 2000 года.

## География
По данным Бюро переписи населения США статистически обособленная местность Шугармилл-Вудс имеет общую площадь в 68,38 квадратных километров, водных ресурсов в черте населённого пункта не имеется.
Статистически обособленная местность Шугармилл-Вудс расположена на высоте 25 м над уровнем моря.

## Демография
По данным переписи населения 2000 года в Шугармилл-Вудс проживало 6409 человек, 2378 семей, насчитывалось 3061 домашнее хозяйство и 3440 жилых домов. Средняя плотность населения составляла около 93,73 человек на один квадратный километр. Расовый состав населённого пункта распределился следующим образом: 97,74 % белых, 0,89 % — чёрных или афроамериканцев, 0,19 % — коренных американцев, 0,81 % — азиатов, 0,02 % — выходцев с тихоокеанских островов, 0,30 % — представителей смешанных рас, 0,06 % — других народностей. Испаноговорящие составили 1,39 % от всех жителей статистически обособленной местности.
Из 3061 домашних хозяйств в 9,9 % воспитывали детей в возрасте до 18 лет, 71,9 % представляли собой совместно проживающие супружеские пары, в 3,9 % семей женщины проживали без мужей, 22,3 % не имели семей. 19,1 % от общего числа семей на момент переписи жили самостоятельно, при этом 13,6 % составили одинокие пожилые люди в возрасте 65 лет и старше. Средний размер домашнего хозяйства составил 2,07 человек, а средний размер семьи — 2,30 человек.
Население статистически обособленной местности по возрастному диапазону по данным переписи 2000 года распределилось следующим образом: 9,1 % — жители младше 18 лет, 2,4 % — между 18 и 24 годами, 10,7 % — от 25 до 44 лет, 27,7 % — от 45 до 64 лет и 50,1 % — в возрасте 65 лет и старше. Средний возраст жителей составил 65 лет. На каждые 100 женщин в Шугармилл-Вудс приходилось 92,3 мужчин, при этом на каждые сто женщин 18 лет и старше приходилось 90,4 мужчин также старше 18 лет.
Средний доход на одно домашнее хозяйство статистически обособленной местности составил 43 447 долларов США, а средний доход на одну семью — 46 377 долларов. При этом мужчины имели средний доход в 29 607 долларов США в год против 23 967 долларов среднегодового дохода у женщин. Доход на душу населения статистически обособленной местности составил 43 447 долларов в год. 4,5 % от всего числа семей в населённом пункте и 6,4 % от всей численности населения находилось на момент переписи населения за чертой бедности, при этом 20,4 % из них были моложе 18 лет и 2,7 % — в возрасте 65 лет и старше.